# Christoffer Geiros
Christoffer Geiros, född 12 oktober 1987 är en svensk kartingförare. Geiros var med i svenska landslaget 2006–2007 och satte banrekordet på Göteborgs Karting & Racing Clubs bana 2006.
Christoffer vann Best in Show på Vallåkraträffen 2010 med sin ombyggda Audi A4 8E B7 -2005.
2011 vann Christoffer People's Choice under Bilsport Performance & Custom Motor Show med sin Audi A4 som till 2011 fick ett helt nytt usteende.